# Trattato di Asebu
Il Trattato di Asebu venne concluso nel 1612 tra la Repubblica Olandese ed i capi di Asebu sulla Costa d'Oro dell'Africa. Il trattato fu il primo di una serie conclusi negli anni successivi tra gli olandesi e le popolazioni locali della Costa d'Oro, dando il via a 260 anni di presenza degli olandesi nella Costa d'Oro.

## Storia
Anche se non ci sono giunte copie del trattato, si sa che esso risultò necessario per la fondazione di Fort Nassau presso Moree. Secondo i resoconti storici il re di Asebu inviò due emissari di nome Carvalho e Marinho presso i rappresentanti della Repubblica Olandese per confermare il trattato. Il fatto che entrambi gli uomini avessero nomi portoghesi fa pensare che essi fossero dei mulatti afro-portoghesi. Con tutta probabilità questi emissari non raggiunsero mai l'Europa, ma contrattarono con le autorità olandesi locali.
La conclusione di questo trattato si vide alla luce della Tregua dei dodici anni (1609-1621) tra la Spagna-Portogallo da un lato e la Repubblica Olandese sull'altro. Sulla base di questo trattato, agli olandesi venne proibito il commercio nelle aree occupate da Spagna o Portogallo. I portoghesi reclamarono l'intera Costa d'Oro come loro proprietà; firmando questo trattato, gli olandesi, che sin dagli anni '90 del Cinquecento avevano commerciato nell'area, proposero i loro reclami.